# Michael Hitchcock
Michael Hitchcock (Defiance, 28 luglio 1958) è un attore e produttore televisivo statunitense.

## Carriera
Ha conseguito la laurea di primo livello in scienze presso la Northwestern University e un master in belle arti presso l'Università della California. Si è laureato alla Lyons Township High School di La Grange.
È nel cast di vari film di Christopher Guest, tra cui Sognando Broadway (1996), Campioni di razza (2000), A Mighty Wind - Amici per la musica (2003), For Your Consideration (2006) e Mascots (2016). Insieme al cast di A Mighty Wind ha ottenuto il premio per il miglior cast dal Florida Film Critics Circle ed è stato candidato al Miglior cast d'insieme dalla Phoenix Film Critics Society.
Ha recitato in diverse serie televisive come The Resort, Black Monday, The New Normal, United States of Tara, Men of a Certain Age, Party Down, MADtv e Grosse Pointe, e ha interpretato piccoli ruoli in Crazy Ex-Girlfriend e Glee, di cui ha anche prodotto e sceneggiato alcuni episodi.
Nel 1999 è stato sceneggiatore e dal 2001 produttore dello show comico MADtv. Ha interpretato il ruolo di Simeon Dyson, presentatore di giochi televisivi insopportabile e tossicomane, nello sketch periodico di MADtv The Lillian Verner Game Show, ed è stato candidato a tre Writers Guild of America Awards, insieme agli altri sceneggiatori della serie, nella categoria commedia/varietà (2003, 2004 e 2005).
È allievo dei Groundlings, compagnia teatrale di improvvisazione e sketch comici di Los Angeles e, pur avendo abbandonato la Main Stage Company a metà anni '90, si esibisce regolarmente negli spettacoli di improvvisazione dei Groundlings Cookin' with Gas e The Crazy Uncle Joe Show.
Nel 2008 è stato inserito nella Hall of fame della Lyons Township High School.

## Filmografia parziale

### Cinema
- Arresti familiari (House Arrest), regia di Henry Winer (1996)
- Sognando Broadway (Waiting for Guffman), regia di Christopher Guest (1996)
- Happy, Texas, regia di Mark Illsley (1999)
- Campioni di razza (Best in Show), regia di Christopher Guest (2000)
- Heartbreakers - Vizio di famiglia (Heartbreakers), regia di David Mirkin (2001)
- Bug, regia di Matt Manfredi e Phil Hay (2002)
- A Mighty Wind - Amici per la musica (A Mighty Wind), regia di Christopher Guest (2003)
- Pretty Persuasion, regia di Marcos Siega (2005)
- Serenity, regia di Joss Whedon (2005)
- Let's Go to Prison - Un principiante in prigione (Let's Go to Prison), regia di Bob Odenkirk (2006)
- For Your Consideration, regia di Christopher Guest (2006)
- Smiley Face, regia di Gregg Araki (2007)
- Svalvolati on the road (Wild Hogs), regia di Walt Becker (2007)
- Pericolosamente bionda (Major Movie Star), regia di Steve Miner (2008)
- Operation: Endgame (Rogues Gallery), regia di Fouad Mikati (2010)
- Le amiche della sposa (Bridesmaids), regia di Paul Feig (2011)
- Super 8, regia di J. J. Abrams (2011)
- Mascots, regia di Christopher Guest (2016)
- Magic Camp, regia di Mark Waters (2020)
- Barb e Star vanno a Vista Del Mar (Barb and Star Go to Vista Del Mar), regia di Josh Greenbaum (2021)
- Da me o da te (Your Place or Mine), regia di Aline Brosh McKenna (2023)
- EXmas, regia di Jonah Feingold (2023)
- Una famiglia di cuccioli (Puppy Love), regia di Nick Fabiano e Richard Alan Reid (2023)
- Reunion, regia di Chris Nelson (2024)
- Jackpot - Se vinci ti uccido! (Jackpot!), regia di Paul Feig (2024)

### Televisione
- NYPD - New York Police Department (NYPD Blue) – serie TV, un episodio (1999)
- E vissero infelici per sempre (Unhappily Ever After) – serie TV, 3 episodi (1998-1999)
- Grosse Pointe – serie TV, 7 episodi (2000-2001)
- MADtv – serie TV, 12 episodi (2001-2007)
- On the Spot – serie TV, 5 episodi (2003)
- Arrested Development - Ti presento i miei (Arrested Development) – serie TV, un episodio (2004)
- Las Vegas – serie TV, un episodio (2004)
- Desperate Housewives – serie TV, un episodio (2005)
- The Bernie Mac Show – serie TV, un episodio (2005)
- Agenzia matrimoniale Lovespring International (Lovespring International) – serie TV, un episodio (2006)
- Entourage – serie TV, un episodio (2007)
- Zack e Cody sul ponte di comando (The Suite Life on Deck) – serie TV, 3 episodi (2009-2010)
- Men of a Certain Age – serie TV, 6 episodi (2009-2010)
- Glee – serie TV, 5 episodi (2009-2013)
- Party Down – serie TV, 2 episodi (2010)
- United States of Tara – serie TV, 13 episodi (2010-2011)
- Curb Your Enthusiasm – serie TV, un episodio (2011)
- Easy to Assemble – serie TV, 5 episodi (2011)
- The New Normal – serie TV, 5 episodi (2012-2013)
- Crazy Ex-Girlfriend – serie TV, 11 episodi (2016-2019)
- Veep - Vicepresidente incompetente (Veep) – serie TV, un episodio (2017)
- Trial & Error – serie TV, 7 episodi (2018)
- The Goldbergs – serie TV, un episodio (2020)
- Black Monday – serie TV, 6 episodi (2020-2021)
- The Bystanders – serie TV, 3 episodi (2021)
- La donna nella casa di fronte alla ragazza dalla finestra (The Woman in the House Across the Street from the Girl in the Window) – serie TV, 2 episodi (2022)
- The Resort – serie TV, 2 episodi (2022)
- Palm Royale – serie TV, un episodio (2022)

## Doppiatori italiani
Nelle versioni in italiano delle opere in cui ha recitato, Michael Hitchcock è stato doppiato da:
- Marco Mete in Le amiche della sposa, Super 8, Una famiglia di cuccioli
- Massimo De Ambrosis in Operation: Endgame, La donna nella casa di fronte alla ragazza dalla finestra
- Roberto Gammino in Happy, Texas
- Massimo Bitossi in Desperate Housewives
- Vittorio Guerrieri in Pericolosamente bionda
- Gaetano Varcasia in Zack e Cody sul ponte di comando (ep. 2x07)
- Francesco Meoni in Zack e Cody sul ponte di comando (ep. 2x15)
- Antonio Palumbo in Zack e Cody sul ponte di comando (ep. 2x27)
- Edoardo Nordio in Glee
- Giorgio Locuratolo in Party Down
- Gianni Giuliano in Mascots
- Gianluca Machelli in Barb e Star vanno a Vista Del Mar
- Pierluigi Astore in The Resort
- Raffaele Palmieri in Nobody Wants This